# Річард Бойл (веслувальник)
Річард Бойл (англ. Richard Boyle, 11 жовтня 1888 — 6 лютого 1953) — британський академічний веслувальник.
Бронзовий призер Олімпійських Ігор 1908 року в складі вісімки.